# کورت مایر (نظامی)
کورت میر (آلمانی: Kurt Meyer (۲۳ دسامبر ۱۹۱۰ – ۲۳ دسامبر ۱۹۶۱) یک نظامی بلندپایه آلمانی در دوره رایش سوم بود.